# Zalaegerszeg
Zalaegerszeg – miasto na Węgrzech, w południowo-zachodniej części Kraju Zadunajskiego, stolica komitatu Zala. Leży po obu stronach rzeki Zala. Stanowi ośrodek geograficzno-etnograficznego subregionu Göcsej (Közép-Zalai-dombság). Liczba ludności ok. 62 tys. (styczeń 2011 r.).
Mimo wczesnego osadnictwa na tych terenach, poświadczanego przez znaleziska archeologiczne oraz późniejsze pisemne wzmianki, Zalaegerszeg jest miastem ukształtowanym dopiero w XIX i XX w. Od XV w. miejscowość znajdowała się w posiadaniu Kościoła rzymskokatolickiego. W 1885 r. otrzymała prawa miejskie, a w 1890 r. doprowadzono do niej linię kolejową. Rozwój na szerszą skalę nastąpił po II wojnie światowej wraz z odkryciem w okolicy złóż ropy naftowej (1952). Obok rafinerii powstały wówczas zakłady przemysłu tekstylnego, spożywczego, meblowego, metalowego oraz elektronicznego. W kolejnych latach otwartych zostało wiele placówek edukacyjnych i kulturalnych, w tym Göcsej Múzeum, pierwsze na Węgrzech muzeum typu skansenowego (1968). Zalaegerszeg jest miastem akademickim z uczelniami ekonomiczną, medyczną i techniczną. Uważane jest także za jedno z najbardziej zielonych i kwitnących miast węgierskich. 
W mieście urodzili się:
- Lajos Portisch – węgierski szachista,
- Virág Németh – węgierska tenisistka.

## Zabytki i pomniki
- Kościół Marii Magdaleny(inne języki), barokowy
- Dawny urząd komitacki (Vármegyeháza)
- Posąg św. Floriana z XVIII w.
- Kolumna Trójcy Świętej z pocz. XIX w.
- Gmach archiwum komitackiego
- Kaplica cmentarna
- Pomnik Ferenca Deáka z 1879 r.
- Pomnik László Csányego
- Pomnik konny Nikoli Zrinskiego
- Popiersie Lajosa Kossutha

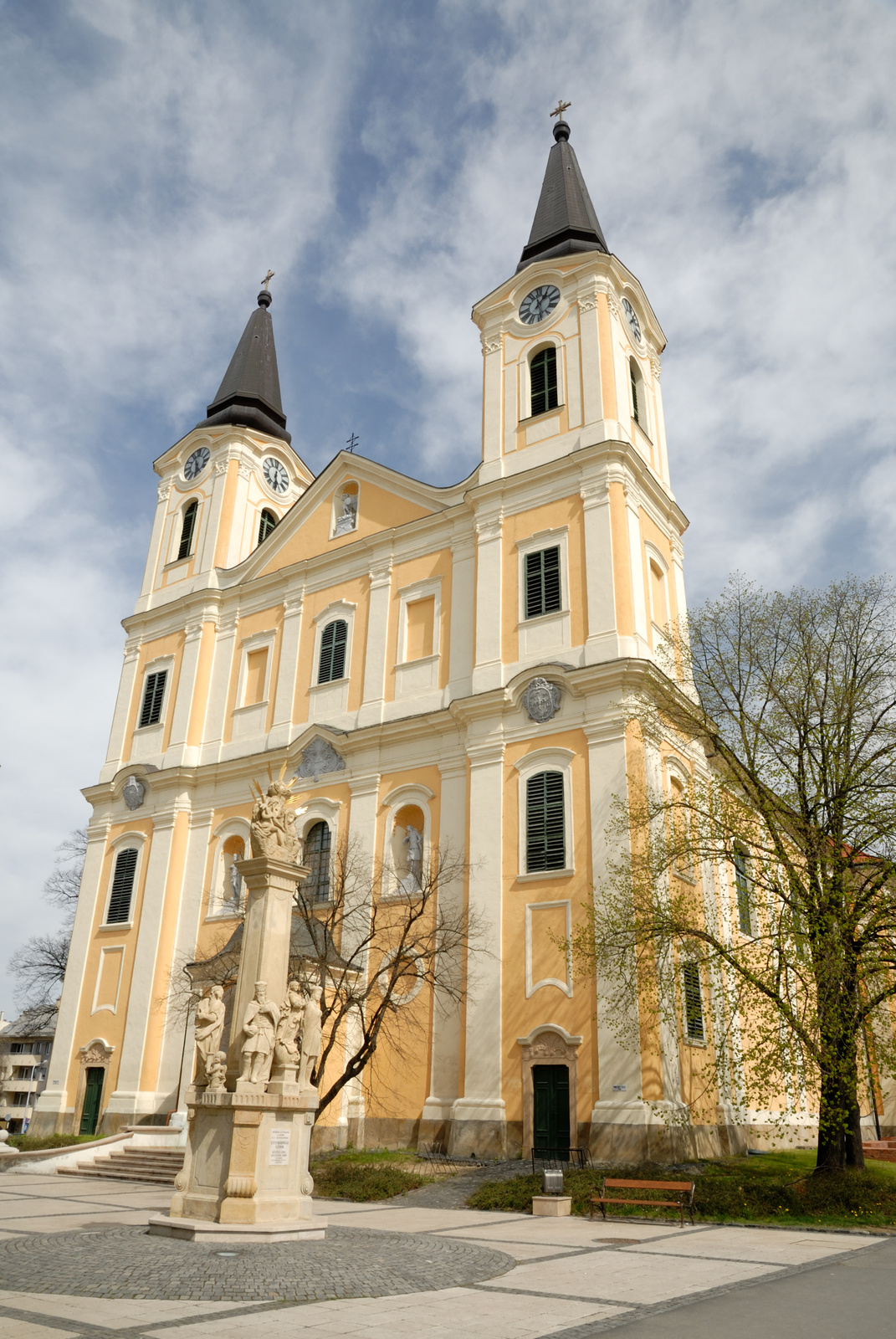
Kościół Marii Magdaleny
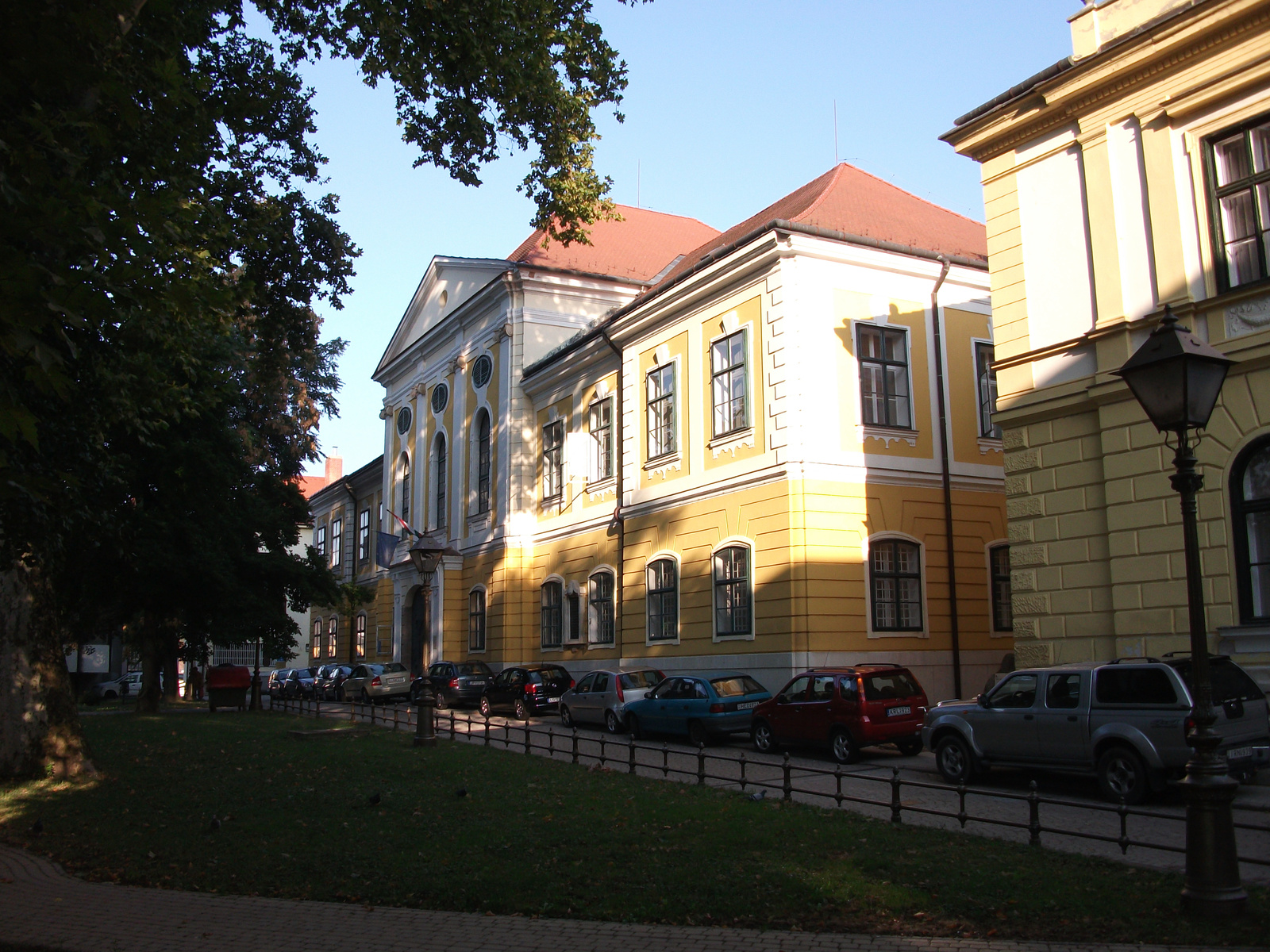
Urząd komitacki
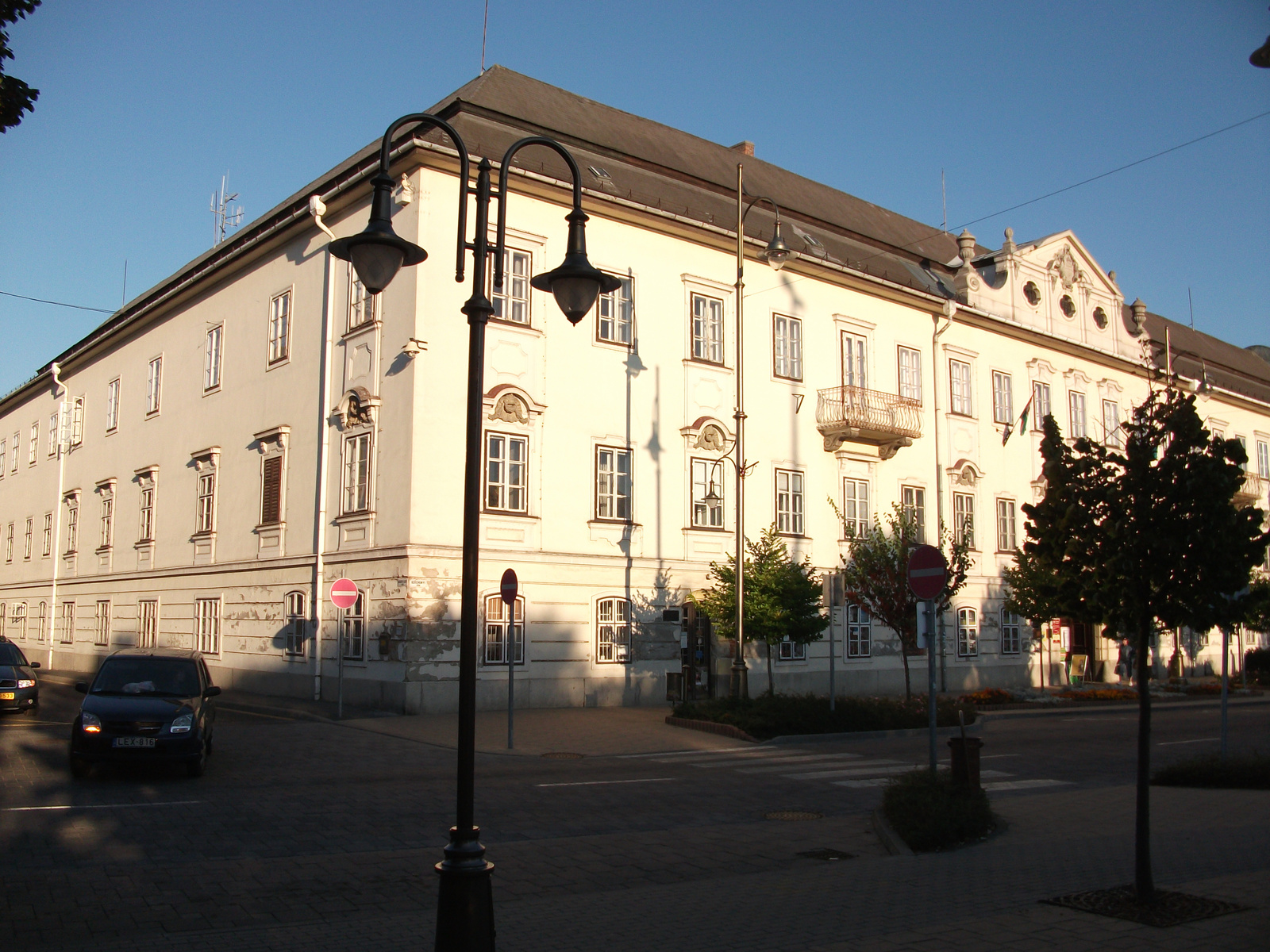
Archiwum komitackie
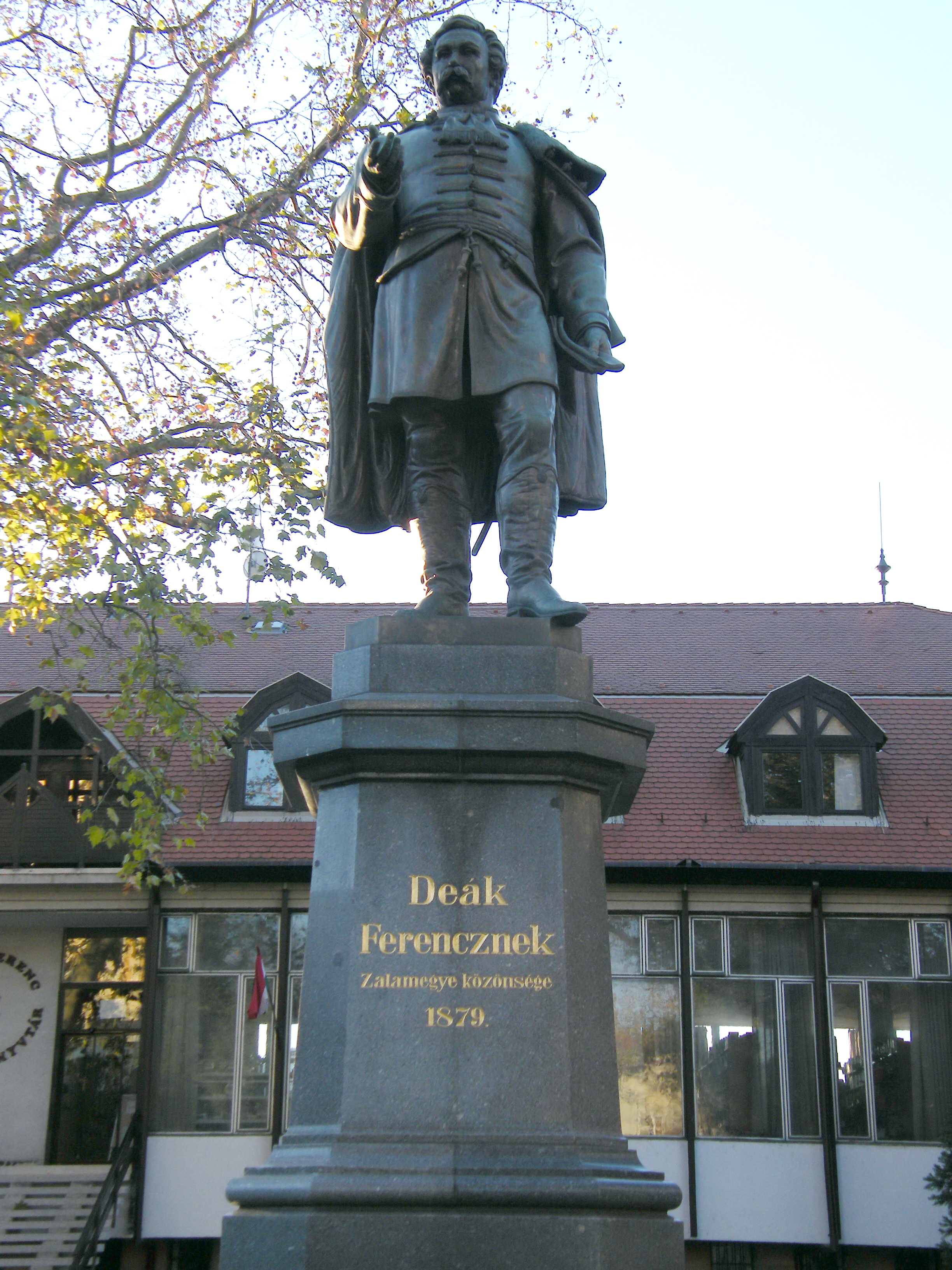
Pomnik Ferenca Deáka
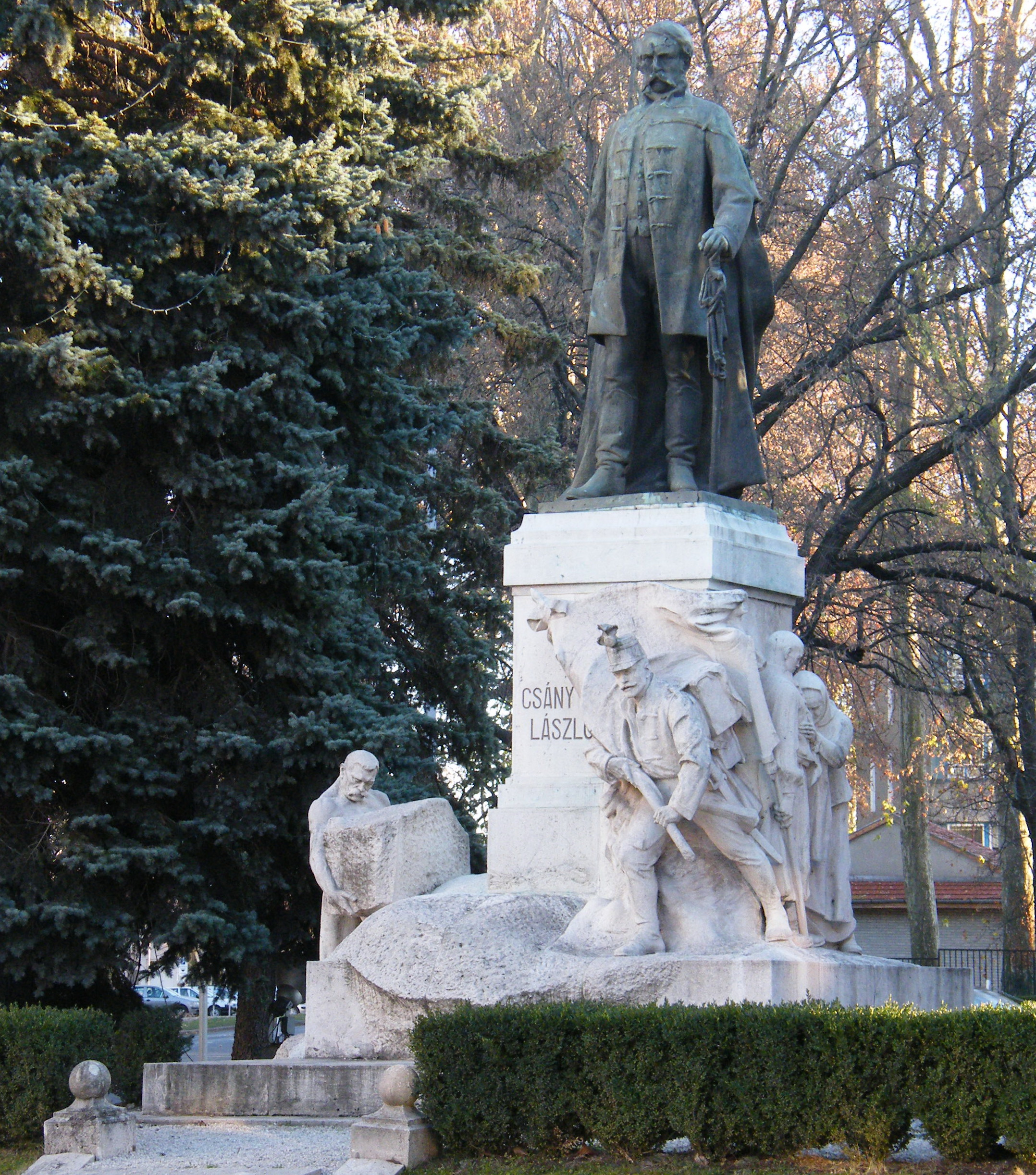
Pomnik László Csányego

## Transport
W mieście znajduje się stacja kolejowa.

## Sport

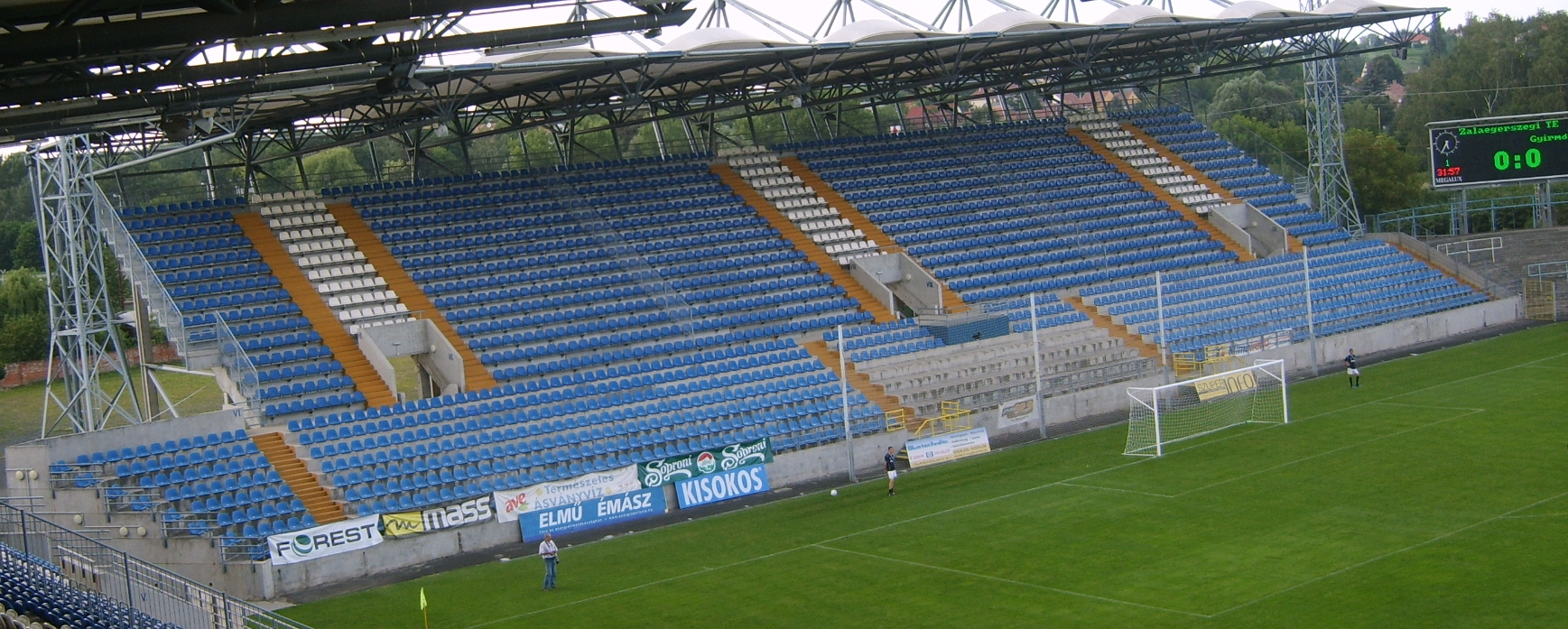
Stadion ZTE Aréna

W mieście ma siedzibę klub piłkarski Zalaegerszegi TE FC – mistrz Węgier z sezonu 2001/2002. Mecze w roli gospodarza rozgrywa na stadionie ZTE Aréna.

## Miasta partnerskie
- Chersoń
- Dobricz
- Gorycja

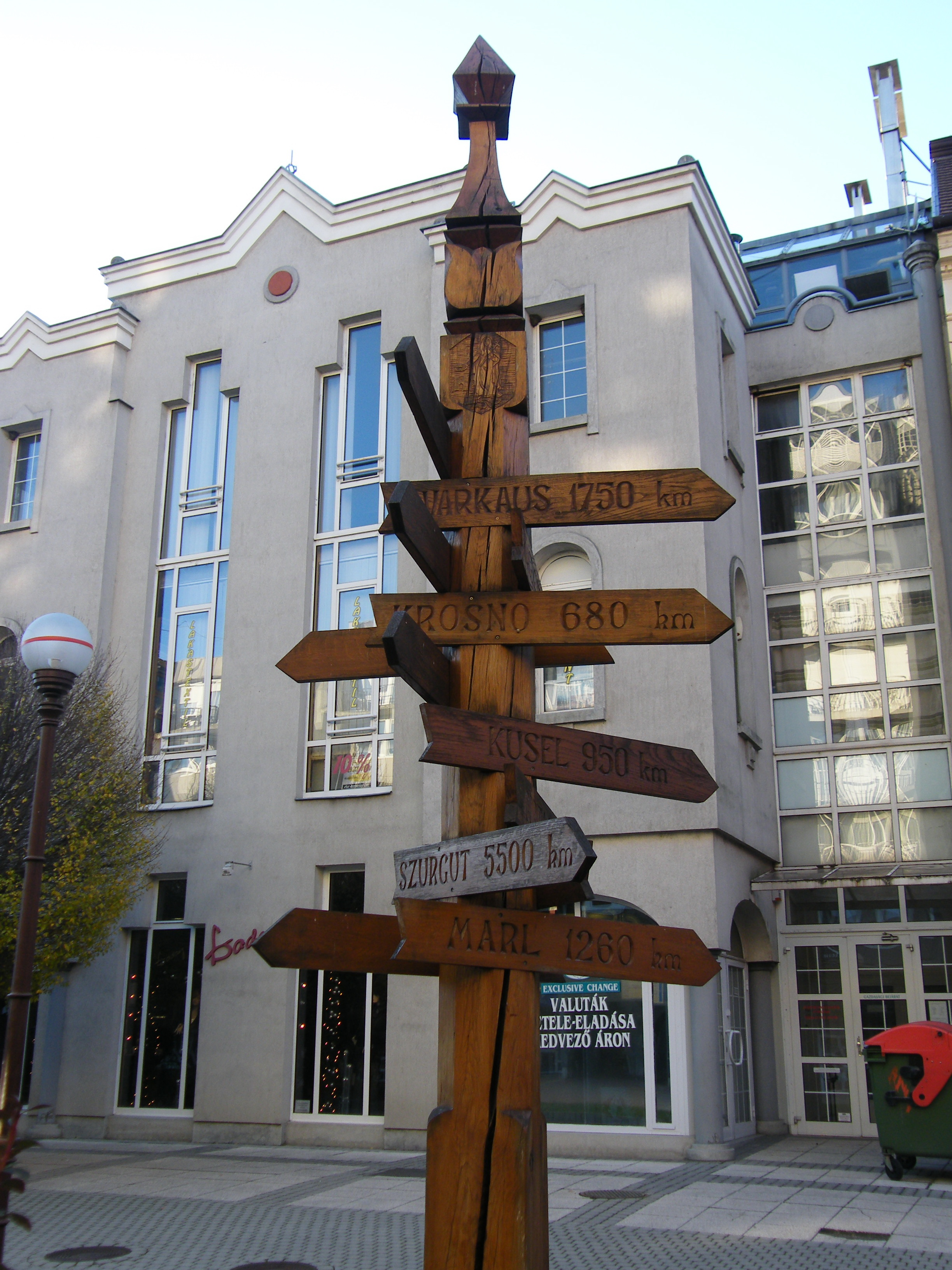
Miasta partnerskie Zalaegerszegu

- Klagenfurt am Wörthersee
- Krosno
- Kusel
- Lendava
- Marl
- Surgut
- Târgu Mureș
- Varaždin
- Varkaus
- Zenica